# アリヤドリバチ亜科
アリヤドリバチ亜科 (Hybrizontinae Blanchard, 1845=Paxylommatinae Förster, 1862) は、ハチ目ヒメバチ科に属する寄生蜂の一群。このグループに含まれる全種がアリに捕食寄生すると考えられている。

## 特徴
体長は3 - 12 mm。体型は細身で脚が長い。最も大きな特徴は、著しく退化した口器である。特に大腮は、多くの種で板状に変形してものを咬むことは不可能であり、クシケアリヤドリバチに至っては大腮が存在しない。また、ヒメバチ科としては例外的に前翅2m-cu脈をもたず、触角も全部で13節と非常に少ない部類である。
以上のような特徴的な形態から、長い間コマユバチ科の仲間であると考えられていた他、研究者によっては独立した科として扱う者もいた。分子情報に基づいた系統学的な研究では、ヒメバチ科の一群として扱うのが妥当であるが、科内の類縁関係についてはいまだ明らかになっていない。

## 分布
現生種は旧北区と東洋区、新北区に4属18種が分布する。寄主の生息域の関係からほとんどが温帯のみに分布し、熱帯・亜熱帯にも分布するのは一種のみである。

## 分類

### 現生種
アリヤドリバチ亜科は現生種ではGhilaromma属、Hybrizon属、Neohybrizon属およびOgkosoma属の4属に分類される。ここでは日本に分布する6種を紹介する。
Ghilaromma属
- クロクサアリヤドリバチ Ghilaromma orientalis Tobias, 1988

5 - 7 mmの中型の種。北海道、本州に分布。国外では樺太と韓国に分布する。クロクサアリに寄生する。
Hybrizon属
- アリヤドリバチ Hybrizon buccatus (de Brébisson, 1825)

2 - 3 mmの小型の種。北海道～九州に分布。ヨーロッパから東アジアまで広く分布する。トビイロケアリに寄生することが知られている。アリヤドリバチ亜科の中で最も普通に見ることのできる種。
- ケブカアリヤドリバチ Hybrizon ghilarovi Tobias, 1988

2 - 3 mmの小型の種。複眼に毛が生えることや、長く発達した産卵管などで前種と区別できる。北海道、本州、九州に分布。国外では東欧の一部、中国、韓国に分布する。アリヤドリバチ亜科で唯一東洋区にも分布する。トビイロケアリに寄生することが示唆されている。
- 和名なし Hybrizon lunaris Kajiwara & Konishi, 2024

2 - 3 mmの小型の種。中胸盾板が平滑で、前翅basal cellの基部1/3に毛がないことで他種と区別できる。北海道、本州、四国、九州に分布。国外では韓国に分布する。トビイロケアリとカワラケアリに寄生することが示唆されている。
Neohybrizon属
- クシケアリヤドリバチ Neohybrizon mutus Hisasue & Konishi, 2019

4 - 6 mmの中型の種。北海道、本州、四国に分布。日本固有種。2010年に属不明種として産卵行動が報告された、比較的新しく発見された種。アリヤドリバチ亜科としては例外的に、クシケアリ属 (ハラクシケアリ隠蔽種群) に寄生することが知られている。夜間にライトトラップに誘引された採集例がある。
Ogkosoma属
- アラカワアリヤドリバチ Ogkosoma cremieri (Romand, 1838)

10 mmほどの大型の種。中胸背板に黄色い模様があり、腹部が赤く、美麗な種である。北海道、本州に分布。国外ではヨーロッパに分布する。フシボソクサアリに寄生することが知られており、脱出の際は働きアリが巣外に運ぶ。夜間にライトトラップに誘引された採集例がある。

### 化石種
化石種にはAstigmaton属、Ghilarovites属、Paxylobembra属、Paxylommites属，Tobiasites属およびVorstadt属の6属7種が存在する。
- Astigmaton ichneumonoides Kasparyan, 2001
- Ghilarovites tarsatorius Kasparyan, 1988
- Paxylobembra kozlovi Khalaim, 2014
- Paxylommites reticulatus Kasparyan, 1988
- Tobiasites striatus Kasparyan, 1988
- Vorstadt groehni (Tolkanitz & Perkovsky, 2015)
- Vorstadt ambermuseum Manukyan, 2023

## 生態
古くからアリの巣口や行列上を飛んでいる姿が目撃されたり、アリの巣中から蛹が発見されたことからアリに寄生することが示唆されていた．アリヤドリバチは，トビイロケアリの行列上をホバリングする個体が確認されたり，アリが持つ幼虫にのみ興味を示すことが観察されたのち，2011年になって動画で撮影され，行動が詳細に記載された．アラカワアリヤドリバチは，1906年のCobelliによる唯一の詳細な観察例 (記述のみ) を最後に長らく検討されなかったが，2010年に再び観察され，フシボソクサアリに寄生することが観察された．クシケアリヤドリバチは唯一フタフシアリ亜科のクシケアリの一種に寄生することが観察された．これらの種では、メス成虫はアリの行列上をホバリングし，幼虫をもった働きアリが通りかかると空中から飛びかかって幼虫に産卵する行動が観察された．本亜科ではクロクサアリヤドリバチのみ，周辺の草に掴まって頭を下にしてとまり，通りかかったアリのもつ幼虫に腹部を伸ばして産卵することが観察された．